# Drawing Restraint 9
Drawing Restraint 9 is een film van regisseur Matthew Barney met in de hoofdrol zijn vriendin, de IJslandse zangeres Björk, en hijzelf. Björk verzorgde tevens de soundtrack voor de film.
De films speelt zich af in Japan en is opgenomen in Nagasaki Bay.

## Album
De soundtrack is uitgegeven onder het label One Little Indian. Hij staat op naam van zangeres Björk en niet als 'soundtrack'.
Er zijn geen singles afkomstig van het album.

### Tracks
1. Gratitude (Barney, Björk) – 4:59
2. Pearl (Björk) – 3:43
3. Ambergris March (Björk) – 3:57
4. Bath (Björk, Akira Rabelais) – 5:07
5. Hunter Vessel (Björk) – 6:36
6. Shimenawa (Björk) – 2:48
7. Vessel Shimenawa (Björk) – 1:54
8. Storm (Björk, Leila) – 5:32
9. Holographic Entrypoint (Barney) – 9:57
10. Cetacea (Barney, Björk) – 3:12
11. Antarctic Return (Björk) – 4:18

De DualDisc-versie van het album, uitgegeven in de box Surrounded, bevat nog de bonustrack Petrolatum.